# Delia, Kansas
Delia là một thành phố thuộc quận Jackson, tiểu bang Kansas, Hoa Kỳ. Năm 2010, dân số của xã này là 169 người.

## Dân số
Dân số các năm:
- Năm 2000: 179 người
- Năm 2010: 169 người